# Ablabesmyia costarricensis
Ablabesmyia costarricensis es una especie de insecto díptero. Fue descrito por primera vez en 1913 por C. Picado. 
Pertenece al género Ablabesmyia, familia Chironomidae.

## Distribución
Se distribuye por Costa Rica.